# The Reporter (film, 1911)
Pour les articles homonymes, voir The Reporter.
The Reporter est un film muet américain réalisé par Joseph A. Golden et sorti en 1911.

## Fiche technique
- Réalisation : Joseph A. Golden
- Production :  Pathé Frères
- Distributeur : General Film Company
- Date de sortie : 18 novembre 1911

## Distribution
- Jack W. Johnston : Tom Penworth - the Reporter
- Gwendolyn Pates : Gwen Wayne - Tom's Sweetheart
- Pearl White : Alice Wayne